# Коромысло

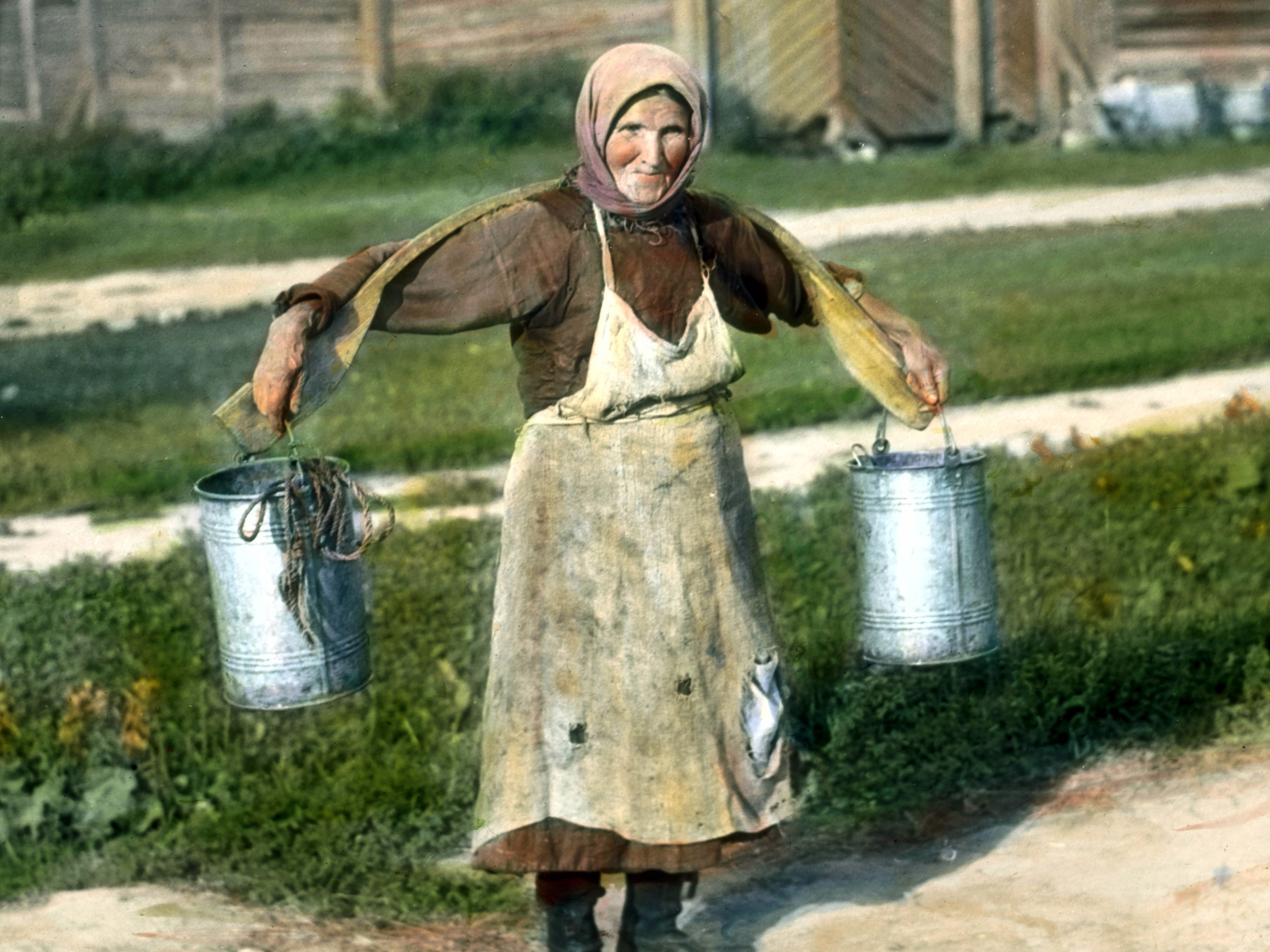
Женщина с вёдрами воды (Деку, 1932, раскрашено)

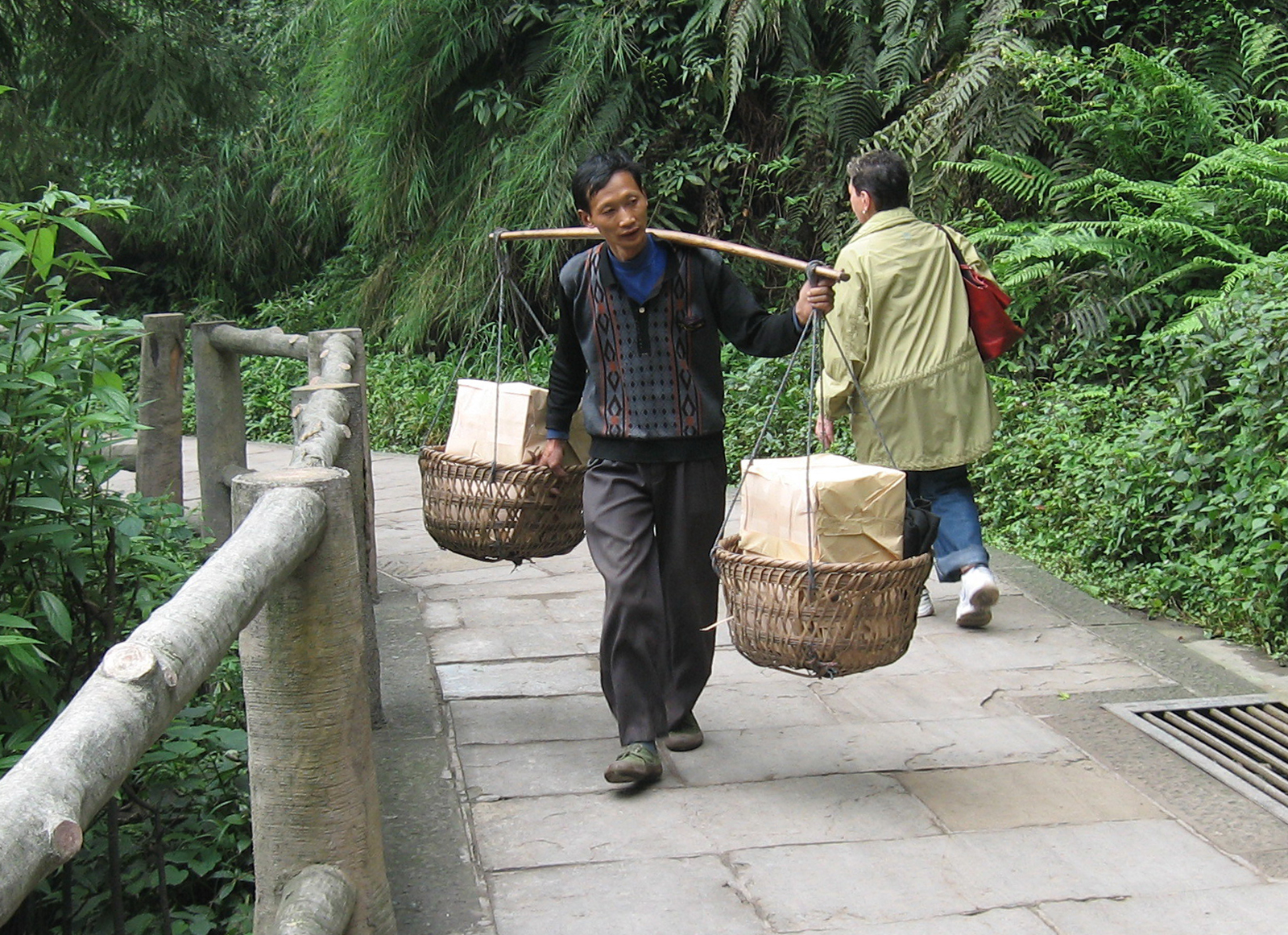
Перенос грузов в Китае с коромыслом

Коромы́сло (др.-рус. коромысeлъ) — деревянное приспособление в виде длинной палки или дуги для ручного ношения двух вёдер с водой или других грузов. Обычное русское коромысло — плоский, дугообразно изогнутый деревянный шест с выемками или крючками на концах; за выемки (крючки) цепляли дужки вёдер, корзины.
В зависимости от конструкции, средняя часть коромысла кладётся на одно или оба плеча. Груз подвешивается на концах коромысла.
Данный предмет облегчал труд людей, переносящих грузы, в разных странах и был широко распространён. В настоящее время применяется в обществах, сохраняющих элементы традиционного быта.

## Этимология
Слово «коромысло» праславянское: *kъrmyslo (и *kъrmyslъ), о чём свидетельствует чередование с *čьrmysly > кашубск. čårmëslë «коромысла»; -оро- в русских говорах — второе полногласие. Праслав. *kъrmyslo образовано при помощи инструментального *-slo от несохранившегося *kъrmyto (с суффиксом *-yto, ср. *koryto, *kopyto) от *kъrma «руль», «корма».

## Коромысло в пословицах, загадках и поговорках
- Ремесло не коромысло, плеч не оттянет[7].
- Дым коромыслом, клубится, переваливаясь дугою[7].
- Загадка: Коромысло через реку повисло. Что это? Ответ: радуга.

## Галерея

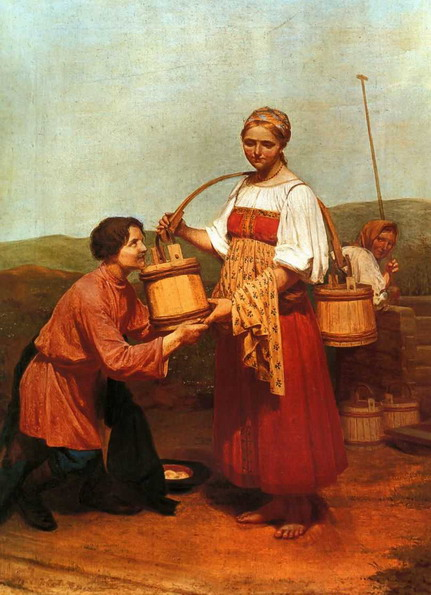
«Встреча у колодца» А. Г. Венецианов, 1843
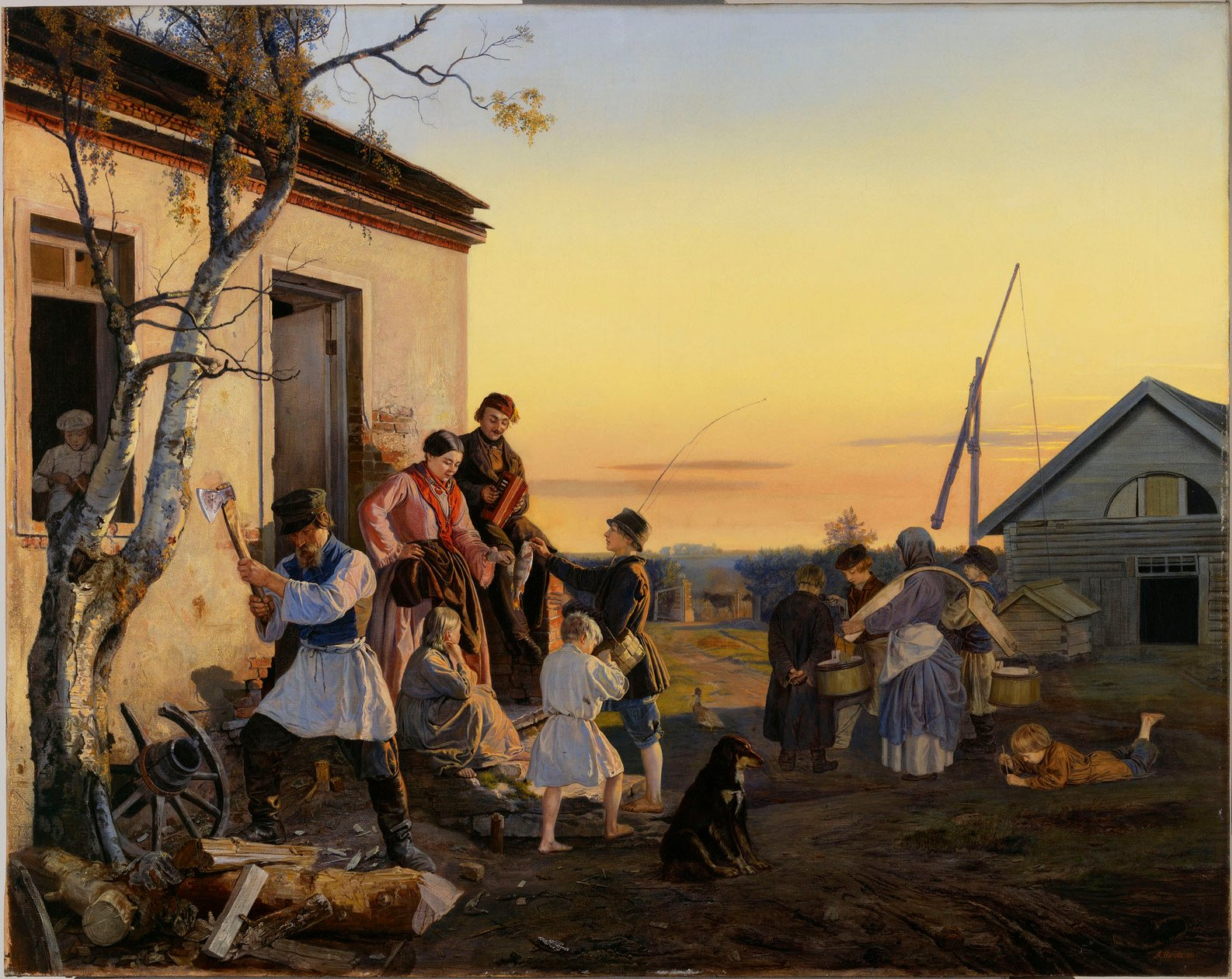
«На дворе фермы» А. А. Попов, 1855
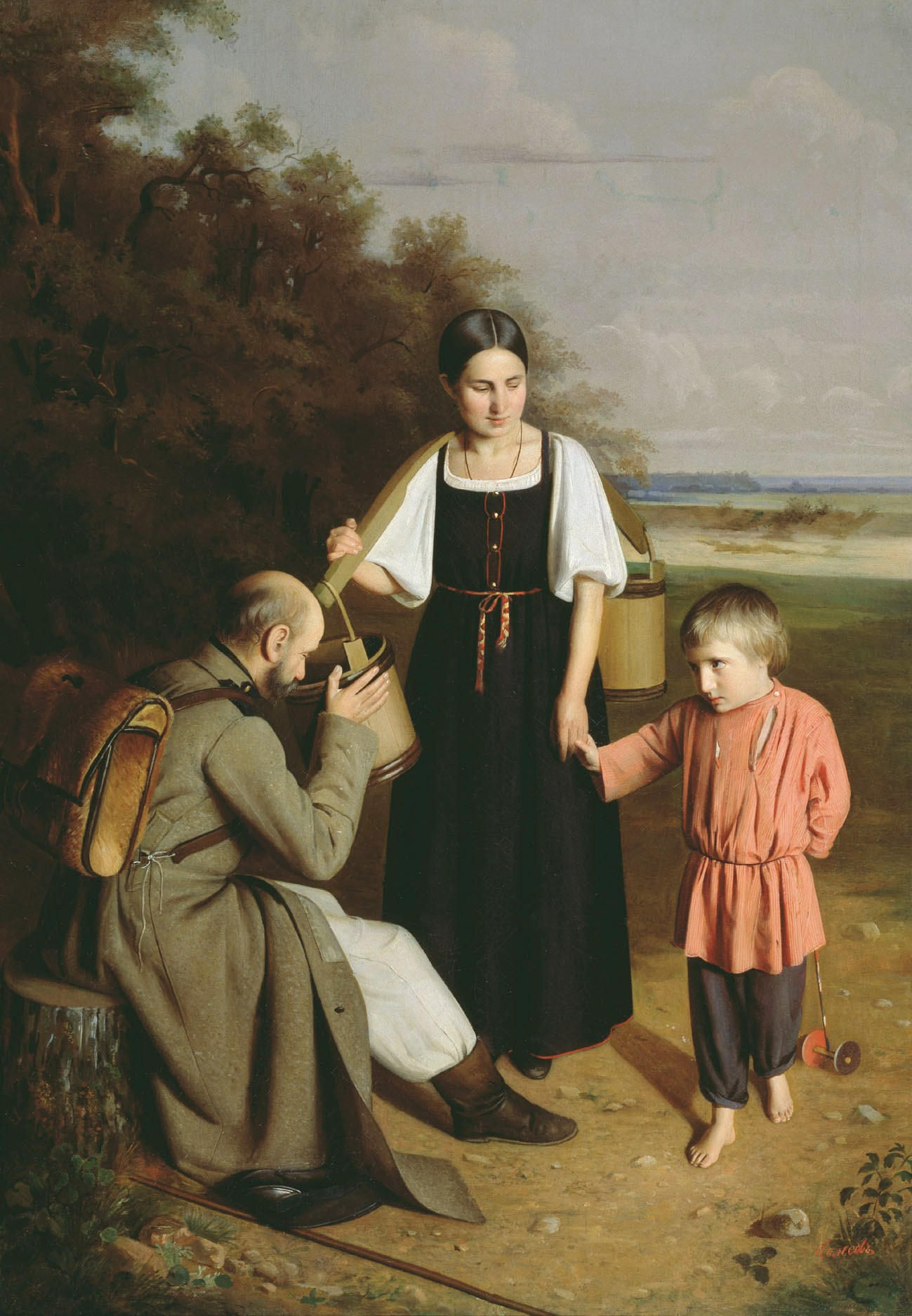
«Крестьянка, подающая солдату пить» А. М. Колесов, 1859
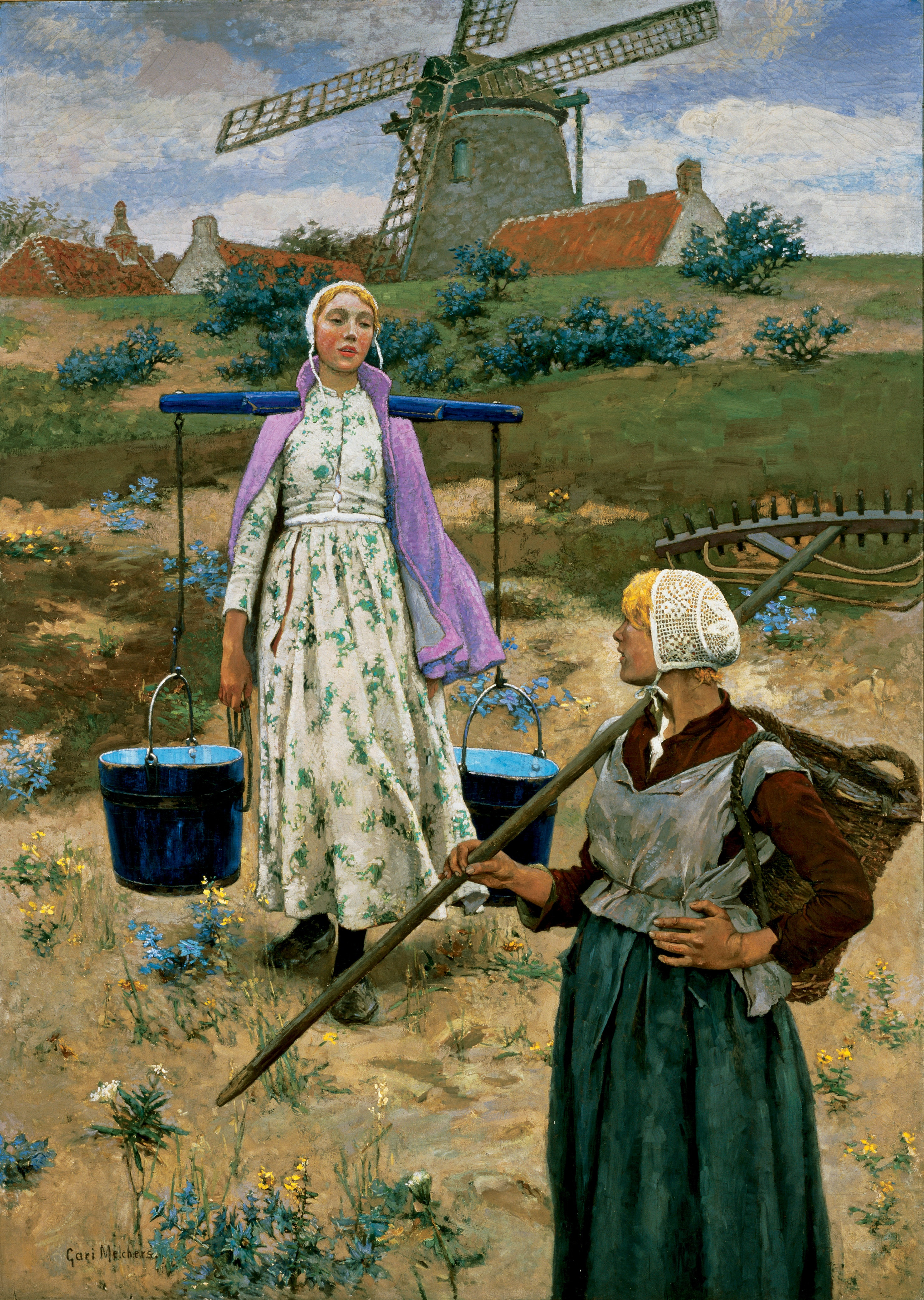
«В Голландии» Г. Ю. Мельхерс, 1887
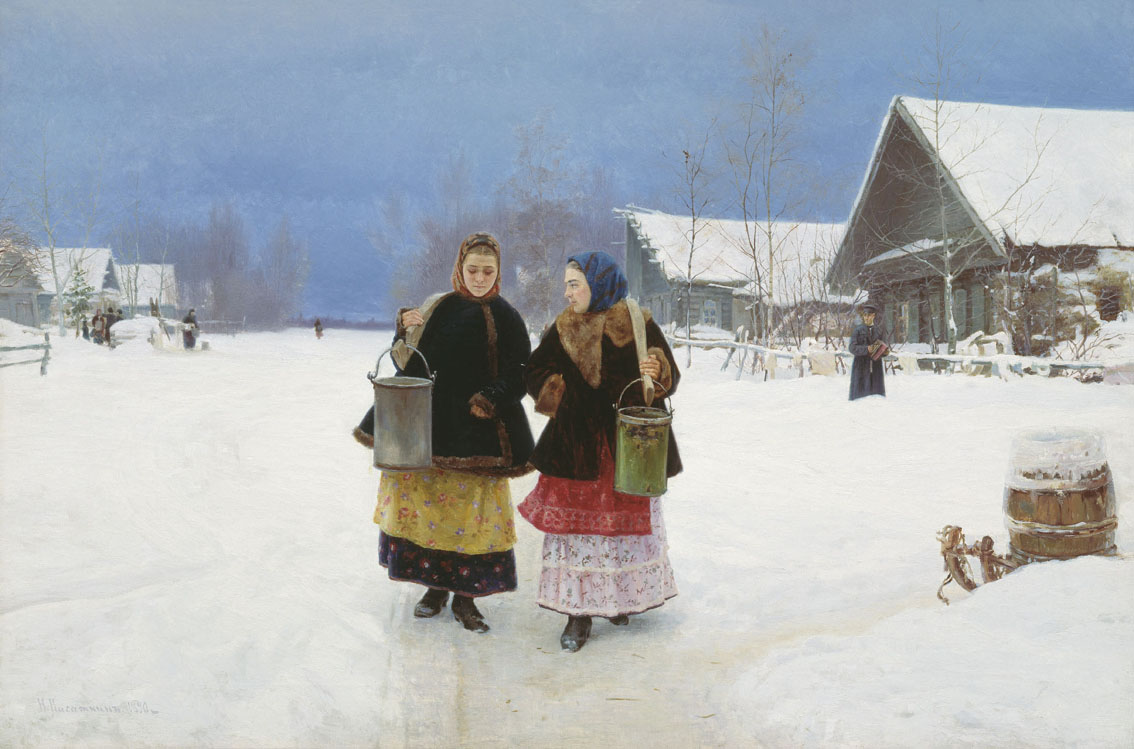
«Соперницы» Н. А. Касаткин, 1890
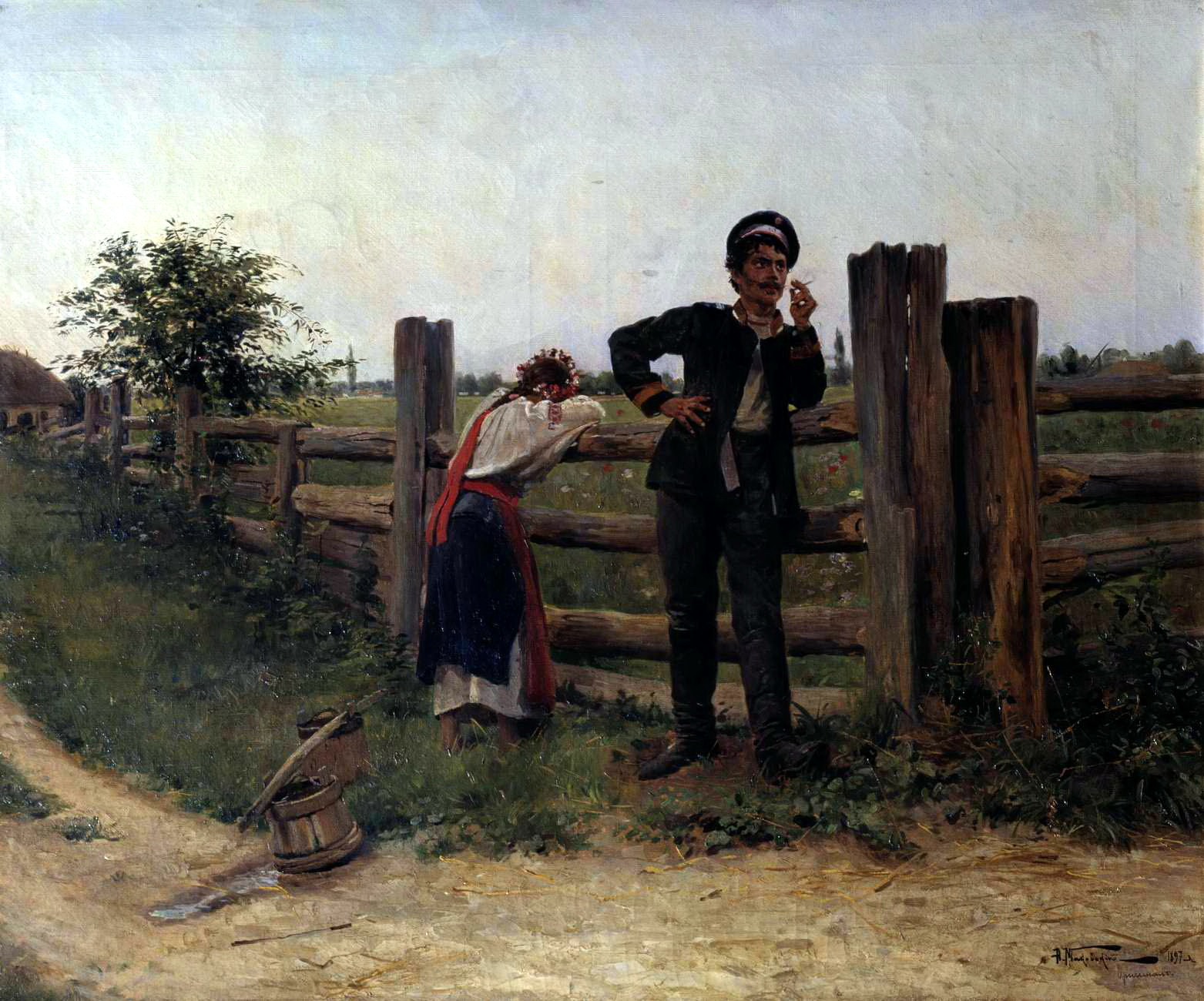
«Надоела» А. В. Маковский, 1897
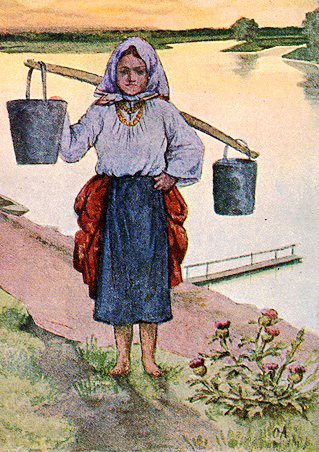
«Девушка с коромыслом» О. А. Романова, около 1917